# 舞隊

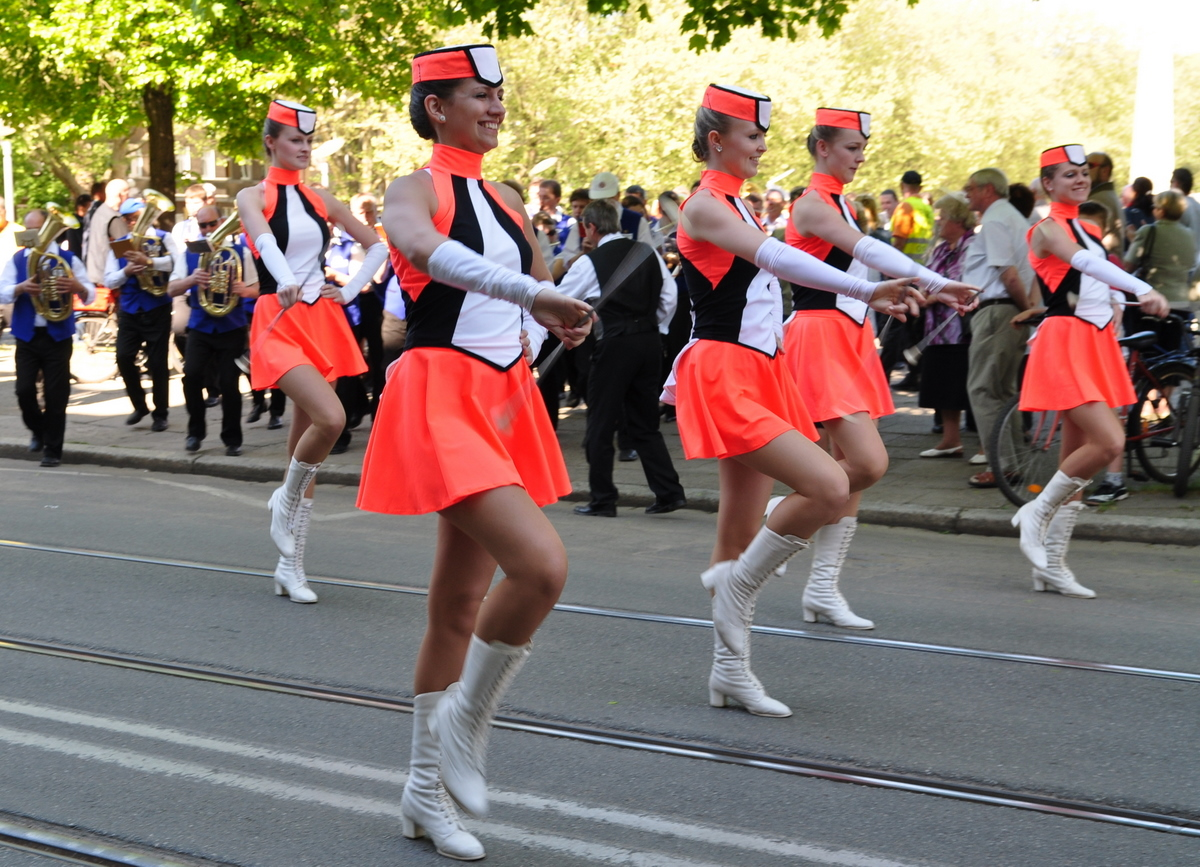
學生儀仗隊的樂隊女隊長

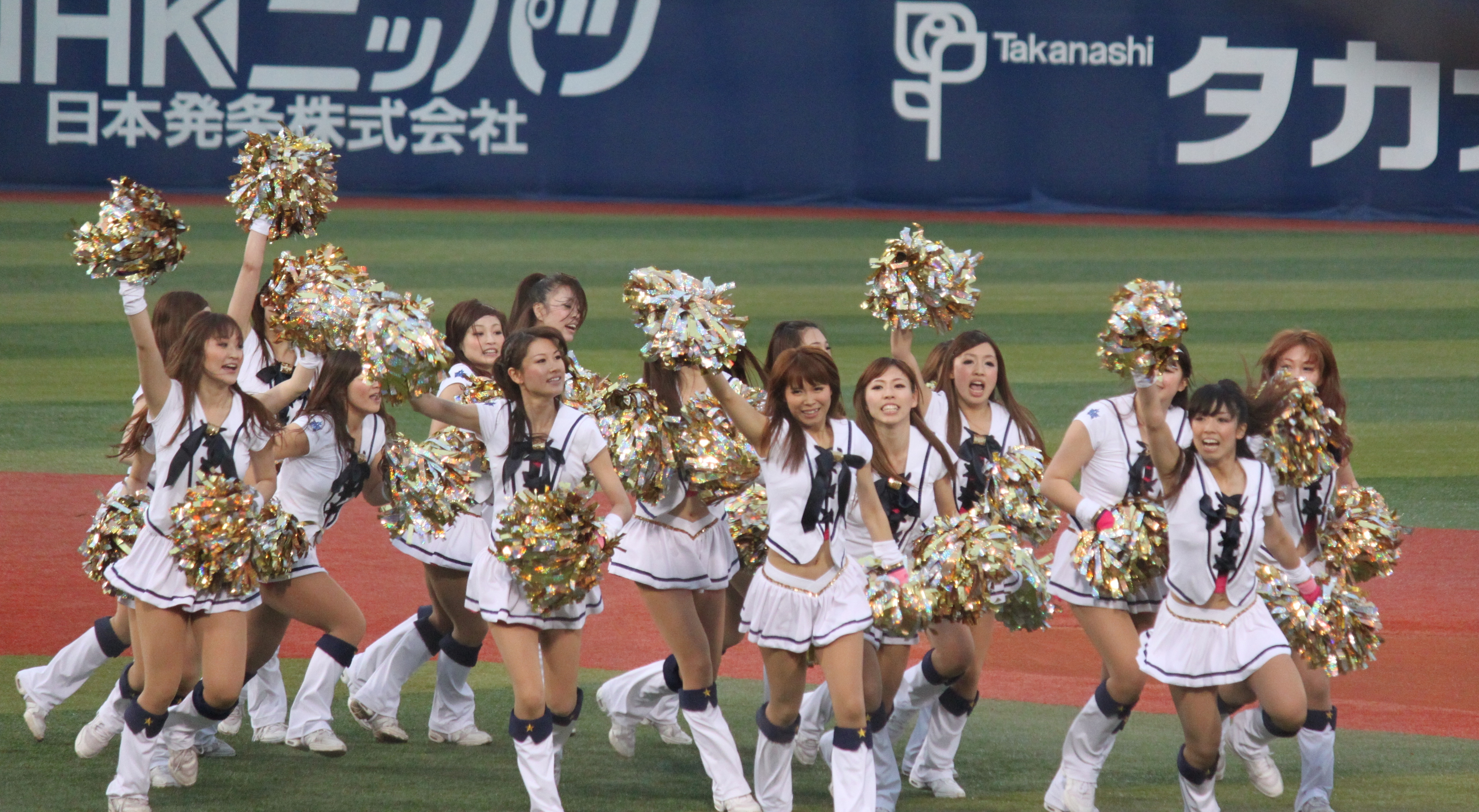
棒球場上揮舞綵球的啦啦隊舞者

舞隊或儀舞隊（英語：Dance squad, ）是指在啦啦隊或學生儀仗隊中，專門負責舞蹈的隊伍，經常在運動會、嘉年華或遊行活動中表演。舞隊的舞蹈可能融入街舞、嘻哈舞、爵士舞或抒情舞等樣式，加上翻轉、跳躍、轉動、踢腿等肢體動作，以及運用儀槍、旗幟、指揮棒、綵球等道具。

## 另見
- 競技舞蹈（英语：Competitive dance）
- 樂隊女隊長（英语：Majorette (dancer)）
- 啦啦隊
- 競技啦啦隊